# Chris Young (Schauspieler)

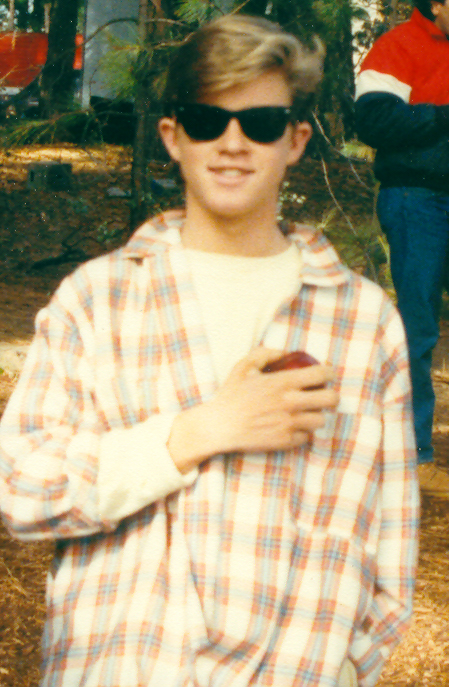
Chris Young am Set des Films „The Great Outdoors“ (1987), gedreht am Bass Lake, Kalifornien

Christopher „Chris“ Tyler Young (* 28. April 1971 in Chambersburg, Pennsylvania) ist ein US-amerikanischer Schauspieler, Produzent und Regisseur.

## Leben und Karriere
Chris Young wurde 1971 als Sohn des Geschäftsmanns Dick Young und der Lehrerin und Bibliothekarin Judy Young (geb. Kreutz) geboren. Seine Karriere begann im Alter von 15 Jahren mit der Rolle eines jugendlichen Computer-Hackers in der Serie Max Headroom. Es folgten Auftritte in Filmen wie Great Outdoors – Ferien zu dritt und Serien wie Paarweise glücklich. Des Weiteren hatte er Gastauftritte in den Serien Falcon Crest, Friends und Eine schrecklich nette Familie.
Im Jahr 2000 heiratete er die Schauspielerin Lea Moreno und widmete sich fortan nur noch seiner Arbeit als Produzent und Regisseur.

## Filmografie (Auswahl)
- 1987–1988: Max Headroom (Fernsehserie, 14 Episoden)
- 1988: Jake’s Journey (Fernsehfilm)
- 1988: Great Outdoors – Ferien zu dritt (The Great Outdoors)
- 1988: She is having a Baby (She’s Having a Baby)
- 1989: Falcon Crest (Fernsehserie, 4 Episoden)
- 1990: Nachhilfe in Sachen Liebe (Book of Love)
- 1990–1991: Paarweise glücklich (Married People, Fernsehserie, 18 Episoden)
- 1993: Warlock – Satans Sohn kehrt zurück (Warlock: The Armageddon)
- 1994: PCU
- 1995: Friends (Fernsehserie, 1 Episode)
- 1996: Eine schrecklich nette Familie (Married… with Children, Fernsehserie, 1 Episode)
- 1997: Der tapfere kleine Toaster als Retter in der Not (The Brave Little Toaster to the Rescue)
- 1998: Der tapfere kleine Toaster fliegt zum Mars (The Brave Little Toaster Goes to Mars)
- 1999: Falling Sky